# Terre di Siena
Terre di Siena (DOP) è un olio extravergine d'oliva a Denominazione di origine protetta, dal gusto marcatamente fruttato, con lievi sentori di amaro e di piccante. Viene prodotto in Toscana, in diversi comuni appartenenti al territorio della provincia di Siena.

## Produzione
Per la produzione dell'olio Terre di Siena vengono utilizzati i frutti di olivi appartenenti ad almeno due delle seguenti qualità (in misura minima del 10% singolarmente, dell'85% in totale): Correggiolo, Leccino, Frantoio, Moraiolo. È consentito l'apporto di altre varietà di olive della zona, che non devono mai però superare la percentuale del 15%. Come per il Chianti Classico, il processo produttivo prevede un disciplinare abbastanza rigido: l'olio deve infatti essere prodotto con olive raccolte dalla pianta entro la fine dell'anno solare; il conferimento ai frantoi (esclusivamente di zona, come i luoghi nei quali sarà successivamente imbottigliato) è da effettuarsi rigorosamente entro tre giorni dalla data di raccolta, e entro ulteriori 24 ore deve avvenire il processo di trasformazione.